# William C. Faure
William C. Faure (* 17. Juli 1949; † 18. Oktober 1994 in Johannesburg, Südafrika) war ein südafrikanischer Filmregisseur und Drehbuchautor.

## Leben
William C. Faure wurde für seine Fernseh-Miniserie Shaka Zulu aus dem Jahr 1986 weltweit bekannt. Darin wird vom Aufstieg und Fall des Zulu Königs berichtet, dem es im frühen 19. Jahrhundert beinahe gelang die britischen Kolonisten an der Übernahme seines Stammesgebietes zu hindern. Faure begann seine Arbeit als Regisseur, nachdem er zunächst eine  Filmschule in England besucht und in den frühen 1970er Jahren für die South African Broadcasting Corporation gearbeitet hatte. Während dieser Zeit war Faure an der Produktion von The Dinleys beteiligt, einer der ersten Seifenopern in Südafrika. In den 90er Jahren leitete Faure zudem einige Miss South Africa und Miss World Wettbewerbe.
Er starb am 18. Oktober 1994 in Johannesburg an Nierenversagen.

## Filmografie
Regie
- 1979: Plekkie in die son
- 1986: Shaka Zulu (auch Drehbuch)